# Лошади в океане (фильм)
«Лошади в океане» — советский фильм Николая Гусарова.

## Сюжет
Криминальная драма. Режиссёр детского театра Костров по ложному обвинению попадает в следственный изолятор, где назначается старшим в камеру для малолетних преступников. Костров делает огромные усилия, чтобы наладить нормальный набор правил вместо уголовных «понятий».

## В ролях
- Сергей Тезов — Сергей Леонидович
- Юрий Назаров — Михаил Костров
- Николай Гусаров — тюремщик
- Геннадий Юхтин — Василий Степанович Павлов, начальник тюрьмы

## Интересные факты
- В сцене перед киносеансом для заключенных тюремный воспитатель Сергей Леонидович — герой Сергея Тезова, рассказывает о  фильме «Команда 33» Николая Гусарова, в котором сам Тезов играл роль комсорга.
- Название фильма взято из стихотворения Бориса Слуцкого «Лошади в океане», которое читал воспитанникам главный герой.
- В роли пожилого тюремщика-сержанта снялся режиссёр фильма Николай Гусаров.
- Михаил Яковлевич Кольцов (1944—2002) — в 1979—1986 годах главный режиссер Омского ТЮЗа, соавтор сценария фильма, автор повести «За вратами», по которой был снят фильм «Лошади в океане». В повести описаны события, случившиеся с ним лично. Режиссер предлагал Кольцову исполнить главную роль в фильме, но он отказался, не хотел еще раз переживать пройденное.